# Yeats Glacier
Yeats Glacier är en glaciär i Antarktis. Den ligger i Västantarktis. Nya Zeeland gör anspråk på området. Yeats Glacier ligger 1 699 meter över havet.
Terrängen runt Yeats Glacier är varierad. Trakten är obefolkad. Det finns inga samhällen i närheten. 